# Трубецкой, Семён-Богдан Александрович
Князь Семён-Богдан Александрович Трубецкой (ум. июнь 1553) — наместник, голова и воевода во времена правления Василия III Ивановича и Ивана IV Васильевича Грозного.

## Биография
Из княжеского рода Трубецких. Сын князя Александра Юрьевича Трубецкого. Имел два имени: одно полученное при крещении, второе — мирское.
В 1531 году воевода в Коломне, а в июле воевода в устье реки Москва, а в августе вновь воевода в Коломне. В 1532 году первый воевода под Карабчевым на устье реки Москва. В 1534 году, во время татарского нашествия, прибавочный воевода в Серпухове. В конце лета — начале осени схвачен по подозрению в бегстве в Литву. В 1543, 1546—1548 годах первый воевода в Калуге. Упомянут в духовной грамоте князя Ю. А. Оболенского в 1547—1565 годах. В 1549 году первый голова в Государевом полку при походе на шведов, под его командованием 167 человек детей боярских. В том же году упомянут наместником в Устюге. С мая 1550 года первый воевода Большого полка в Калуге. Записан в Дворовой тетради 1550 года среди служилых князей. В 1551 году, при походе к Полоцку, первый голова в Государевом полку, под его началом 177 детей боярских. В 1552—1553 годах сперва первый, а после второй воевода в Трубчевске.
Умер в июне 1553 года, погребён в Новоспасском монастыре вместе с супругой и дочерью.

## Семья
Женат на дочери Василия Бороздина, в постриге инокиня Ефросиния (ум. 1546).
Дети:
- Соломонида (ум. 1546) — супруга князя Шестунова[2].
- Александр Семёнович (ум. после 1566)— голова и воевода.
- Михаил Семёнович (ум. 1565)